# Phryganopteryx incerta
Phryganopteryx incerta là một loài bướm đêm thuộc phân họ Arctiinae, họ Erebidae. Nó được tìm thấy tại Madagascar.